# Henschel Hs 129
Henschel Hs 129 — німецький двомоторний штурмовик періоду Другої Світової війни. Використовувався в боях на Східному фронті, а також в Африці. Найбільш відоме використання Hs 129 в ролі винищувача танків, з цією метою на літак встановлювали гармати великих калібрів, найбільша з яких мала діаметр 75 мм.

## Історія створення
Завдання на виготовлення спеціалізованого штурмовика для підтримки військ було сформовано в квітні 1937 року Міністерством авіації. Використання літака на малій висоті вимагало захисту головних елементів літака — кабіни пілота, двигунів і паливних баків. Також літак мав нести серйозну кількість озброєння — дві 20 мм гармати і декілька кулеметів. Для збільшення живучості також рекомендувалось використати два двигуни. Також рекомендувалось зробити літак одномісним без стрільця-радиста.
В конкурсі взяли участь чотири фірми, але на порівняльні випробування вийшли тільки дві — Henschel з спеціально сконструйованим Hs 129 і Focke-Wulf з модифікованою версією свого розвідника Fw 189. Hs 129 було визнано кращим, хоча він і не демонстрував відмінних льотних характеристик.
Перший прототип Hs 129 піднявся в повітря 26 травня 1939 року, а до кінця року було випробувано ще два прототипи. Серійне виробництво почалось влітку 1940 року, а до кінця війни було виготовлено 870 літаків.

## Основні модифікації
- Hs 129A-0 — передсерійний випуск літаків з 12-ти циліндровими двигунами повітряного охолодження Argus As 410A-1 потужністю 465 к.с. Озброєння складалось з двох 20 мм гармат MG 151/20 і двох 7,92 мм кулеметів MG 17. Додатково літак міг переносити дві 50 кг бомби. (12 екз.)
- Hs 129B — оснащувався двигунами GR 14M4/5 потужністю 700 к.с. Маса бомбового навантаження зросла до 300 кг.
  - Hs 129B-0 — конвертація декількох недобудованих Hs 129A-0
  - Hs 129B-1 — перша серійна партія з зміненою кабіною і витонченішими капотами двигунів.
    - Hs 129B-1/R2 — ніс додаткову 30 мм гармату MK 101 в підфюзеляжній установці.
    - Hs 129B-1/R3 — В підфюзеляжній установці було встановлено чотири 7,92 мм кулемети MG 17

  - Hs 129B-2 — дещо змінена система подачі палива, а курсові кулемети замінені на 13,2 мм кулемети MG 131
    - Hs 129B-2/R2 — в підфюзеляжній установці встановлювалась 30 мм гармату MK 101/MK 103
    - Hs 129B-2/R3 — ніс підфюзеляжну 37 мм гармату BK 3,7

  - Hs 129B-3 — під фюзеляжем встановлювалась 75 мм гармата BK 7,5 (25 екз.)

## Технічні характеристики

Hs 129B

|                   |                                     | Hs 129A-1     | Hs 129B-0      | Hs 129B-1      | Hs 129B-2      | Hs 129B-3      |
| ----------------- | ----------------------------------- | ------------- | -------------- | -------------- | -------------- | -------------- |
| Довжина           | Довжина                             | 10,1 м        | 9,75 м         | 9,75 м         | 9,75 м         | 9,75 м         |
| Висота            | Висота                              | 3,25 м        | 3,25 м         | 3,25 м         | 3,25 м         | 3,25 м         |
| Розмах крил       | Розмах крил                         | 15,5 м        | 14,2 м         | 14,2 м         | 14,2 м         | 14,2 м         |
| Площа крил        | Площа крил                          | 32,0 м²       | 29,0 м²        | 29,0 м²        | 29,0 м²        | 29,0 м²        |
| Маса              | пустого                             | 3000 кг       | 3675 кг        | 3661 кг        | 3810 кг        | 3700 кг        |
| Маса              | спорядженого                        | 3250 кг       | 3839 кг        | 4057 кг        | 4197 кг        | 4250 кг        |
| Маса              | максимальна злітна                  | 3900 кг       | 5000 кг        | 5000 кг        | 5250 кг        | 5000 кг        |
| Двигуни           | Двигуни                             | 2 х As 410A   | 2 х GR 14M0/05 | 2 х GR 14M0/05 | 2 х GR 14M0/05 | 2 х GR 14M0/05 |
| Потужність        | Потужність                          | 2 x 465 к. с. | 2 x 700 к. с.  | 2 x 700 к. с.  | 2 x 700 к. с.  | 2 x 700 к. с.  |
| Швидкість         | максимальна                         | 350 км/год    | 408 км/год     | 408 км/год     | 407 км/год     | 320 км/год     |
| Швидкість         | максимальна (з підвішеною гарматою) | -             | -              | 360 км/год     | 350 км/год     | 320 км/год     |
| Швидкість         | крейсерська                         | 270 км/год    | 320 км/год     | 320 км         | 315 км         | 250 км         |
| Швидкість         | крейсерська (з підвішеною гарматою) | -             | -              | 270 км/год     | 260 км/год     | 250 км/год     |
| Швидкість         | звалювання                          | 130 км/год    | 140 км/год     | 145 км         | 150 км         | 140 км         |
| Дальність польоту | Дальність польоту                   | 900 км        | 750 км         | 880 км         | 690 км         | 600 км         |
| Час польоту       | Час польоту                         | 3,5 год       | 2,2 год        | 2,2 год        | 2 год          | 2,1 год        |
| Практична стеля   | Практична стеля                     | 6200 м        | 8500 м         | 9000 м         | 9000 м         | 9000 м         |
| Час підйому       | на 1000 м.                          | 4,5 хв.       | 3,5 хв.        | 3,5 хв.        | 4,0 хв.        | 4,6 хв.        |
| Час підйому       | на 3000 м.                          | 9,6 хв.       | 8,5 хв.        | 8,5 хв.        | 9,5 хв.        | -              |
| Час підйому       | на 5000 м.                          | 21,0 хв.      | 15,0 хв.       | 15,0 хв.       | 17,0 хв.       | -.             |
| Швидкопідйомність | Швидкопідйомність                   | 4,0 м/c       | 7,0 м/c        | 7,0 м/c        | 6,0 м/c        | 5,0 м/c        |
| Довжина           | розбігу                             | 420 м         | 400 м          | 400 м          | 450 м          | 480 м          |
| Довжина           | пробігу                             | 280 м         | 300 м          | 300 м          | 330 м          | 350 м          |

## Історія використання

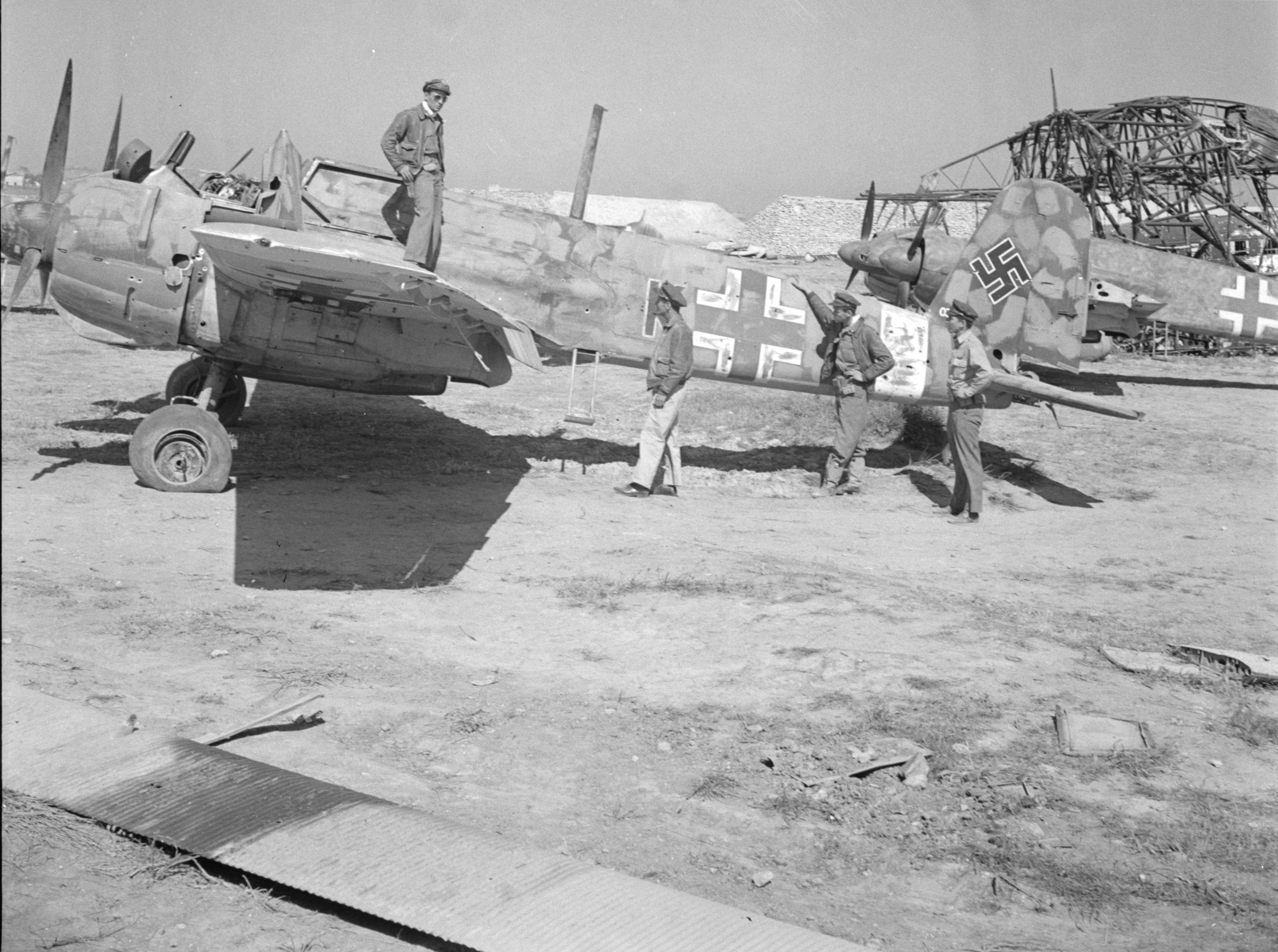
Захоплений союзниками Hs 129 авіазагону 5.(Pz)/Sch.G 2

В січні 1942 року перші Hs 129B було надіслано до авіагрупи II/Sch.G 1, а в травні вона вирушила на східний фронт де брала участь в боях в Криму і на Донбасі. Літом на фронті з'явилась модифікація Hs 129B-1/R2 з 30 мм гарматою, яка використовувалась проти радянських танків. В серпні 1942 року був сформований авіазагін винищувачів танків 13.(Pz)/JG 51. На початку 1943 року авіагрупу II/Sch.G 1 було реформовано у два авіазагони винищувачів танків 4.(Pz)/Sch.G 1 і 8.(Pz)/Sch.G 1.
В листопаді 1942 року Hs 129B в складі авіазагонів 4.(Pz)/Sch.G 2 і 5.(Pz)/Sch.G 2. Перший з них діяв в Лівії, а інший в Тунісі, але в кінці квітня 1943 року вони були відведені в Італію.
В лютому 1943 року три авіазагони винищувачів танків, що діяли на східному фронті були об'єднані в один, який виконував функцію загону швидкого реагування і залучався до бойових дій на найпроблемніших ділянках фронту. У квітні до них додався ще авіазагін 4.(Pz)/Sch.G 2. Окрім атак на танки Hs 129B залучались і до атак на кораблі на Чорному і Азовському морях. Вони брали участь в боях на Курській дузі. В результаті боїв було втрачено близько третини літаків, але авіазагони продовжували діяти на східному фронті. В жовтні всі загони з Hs 129B були зібрані в групу IV(Pz)/SG 9. Ця група залучалась до боїв за Дніпро, а також в Криму. Загалом Hs 129B діяли до кінця війни, але їх активність була значно обмежена через нестачу літаків.
Окрім Люфтваффе Hs 129B активно використовували ВПС Румунії, які отримали 40 Hs 129B-2, якими було озброєно 8-му штурмову групу, яка брала участь в боях на східному фронті. У квітні 1944 року її було повернуто в Румунію, але літом 1944 року Німеччина передали ще 21 літак і 8-ма група поновила бойові вильоти. Після переходу Румунії на сторону союзників, Hs 129B почали здійснювати атаки на Вермахт. Восени 1944 року останні Hs 129B були зібрані в 41-шу ескадрилью, яка воювала до закінчення війни. Останні Hs 129B були зняті з озброєння ВПС Румунії тільки в 1949 році.
В серпні 1943 року 4 Hs 129B також було надано Угорщині, але після випробувань їх було повернуто Люфтваффе.

## Виноски
1. ↑  Загальна довжина з гарматою - 15,71 м